# Dullstroom
Dullstroom (afrikaans), auch Emnothweni ist ein südafrikanischer Ort in der Gemeinde Emakhazeni, Distrikt Nkangala in der Provinz Mpumalanga. Er liegt rund 40 Straßenkilometer nordwestlich von eMakhazeni (ehemals Belfast). Im Jahre 2011 hatte Dullstroom 558 Einwohner in 203 Haushalten. Der umschlosse Ort Sakhelwe mit über 4000 Einwohnern gehört nicht zur Gemarkung Dullstroom.

## Beschreibung
Die ersten niederländischen Siedler errichteten hier zwischen 1884 und 1887 ihre Häuser. Der im Jahre 1892 durch Paul Kruger informell und amtlich am 9. Oktober 1893 in der Transvaal Government Gazette proklamierte Ort wurde nach dem aus Amsterdam stammenden Kaufmann Wolterus Dull benannt, zunächst als Dull’s Stroom. Dabei verweist „stroom“ auf den nahen Fluss Crocodile River.
Wolterus Dull war der Vorsitzende eines Gremiums, das nach dem Ersten Burenkrieg Unterstützung für Familien organisierte, die während dieser Ereignisse Verluste erlitten hatten oder obdachlos geworden waren. Dull konnte in den Niederlanden Geldspenden für die Kriegsopfer organisieren, deren Häuser durch britischen Kanonenbeschuss zerstört waren.
Im Mai 1900 besetzten britische Truppen der Kapkolonie während des Zweiten Burenkriegs den Ort und zerstörten ihn bis auf die Grundmauern. Viele der 100 Siedler wurden in die Kämpfe verwickelt und starben dabei; überwiegend Frauen und Kinder verschleppte das britische Militär in ein Gefangenenlager bei Belfast.
Dullstroom besitzt bei 2076 m über dem Meeresspiegel den höchstgelegenen Eisenbahnhaltepunkt.

## Sehenswürdigkeiten
Im Ort herrscht wegen seiner Höhenlage ein kühles Klima. Hier wachsen viele Buchen und Ulmen, die von niederländischen Einwanderern gepflanzt wurden.
Der Ort wird wegen seines Klimas und der natürlichen Gegebenheiten als Scotland’s Only Outpost in Africa (deutsch: Schottlands einziger Außenposten in Afrika) bezeichnet. Zudem gibt es hier eine Whisky-Bar mit einer sehr großen Auswahl. Ein ansässiges Uhrenfachgeschäft besitzt eine überregional bekannte Uhrensammlung, die besichtigt werden kann.
Zum Gemeindegebiet gehört das Dullstroom Nature Reserve. Es gibt in der Umgebung einige Seen, wo seltene Tierarten leben, beispielsweise der Paradieskranich, Südafrika-Kronenkranich und der Klunkerkranich. Zudem ist der Angelsport an zugelassenen Gewässern verbreitet.
Dullstroom gilt als einer der bedeutendsten Anziehungspunkte für Interessenten des Fliegenfischens in Mpumalanga. Einige Teiche sind für eingetragene Gruppen von Angelsportlern reserviert. Die Entwicklung der gewerblichen und touristischen Forellenfischerei um Dullstroom hat auch eine ökologisch nachteilige Wirkung entfaltet. Durch die extensive Gewässernutzung sind die natürlichen Feuchtgebiete mit ihrer Vogelwelt bedroht. Die Lage vor Ort wird von Naturschützern als bedrohlich eingeschätzt.
Östlich des Ortes, etwa 65 Straßenkilometer entfernt, befindet sich der Kwena Dam, der zum Flusslauf des Crocodile River gehört.
Das Dullstroom Festival of Art & Culture ist eine jährliche Veranstaltung, bei der den Besuchern ein vielseitiges Spektrum geboten wird. Das Ziel besteht in der Präsentation kreativer Talente des Ortes und seiner Umgebung. Ein Aspekt für diese Veranstaltung besteht in der Wahrnehmung der Natur in der Umgebung des Ortes. Typische Ausdrucksformen sind dafür Glasarbeiten, Mitmachangebote für künstlerische Arbeiten, Makeup-Kurse, Malerei, Mosaikarbeiten, Musik, Skulpturen, Töpferei und Perlenarbeiten sowie spezifische kulinarische Angebote. Während des mehrtägigen Festivals ist der gesamte Ort das Veranstaltungsgebiet.

## Wirtschaft
Dullstroom hält für Touristen einige Sehenswürdigkeiten im Ort und der Umgebung bereit. Daher bilden die Besucher eine wichtige wirtschaftliche Grundlage.
Die Teichlandschaft in der nahen und weiteren Umgebung Dullstroom’s dient auch der Binnenfischerei. Die vorhandenen Forellenbestände haben für den südafrikanischen Nahrungsgütermarkt große Bedeutung. Es gibt im weiteren Umfeld von Dullstroom zahlreiche Forellenzuchtbetriebe.

## Verkehr

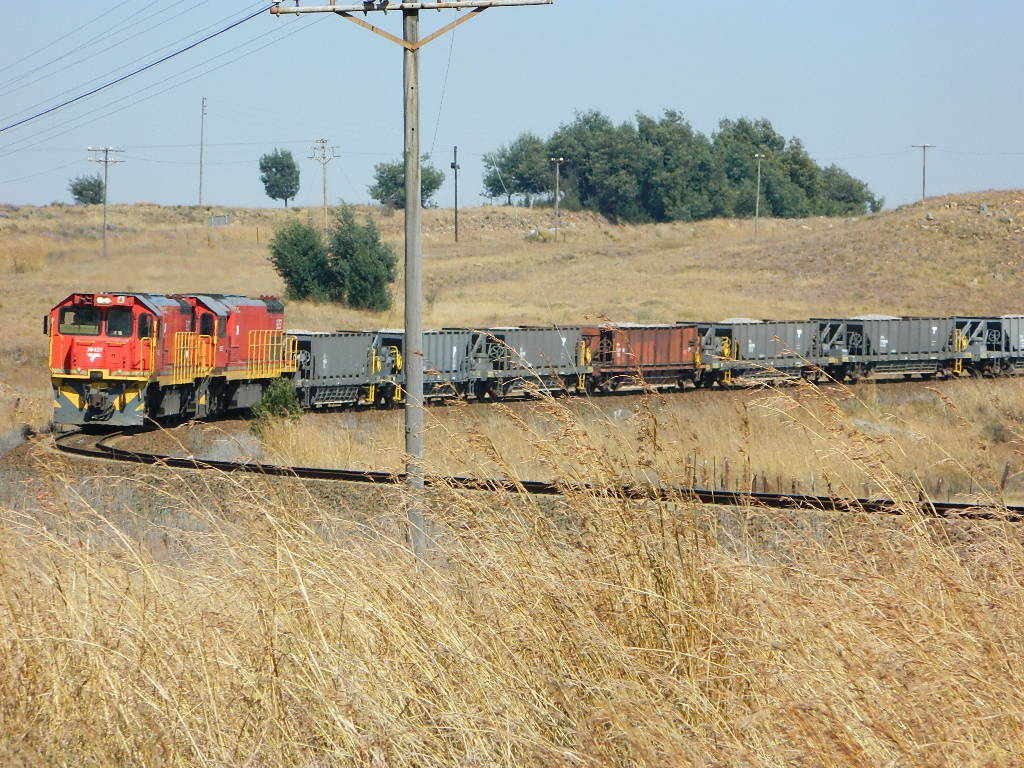
Gütertransport nahe Dullstroom

Auf dem Landweg ist Dullstroom über die Regionalstraße R540 von eMakhazeni/Belfast (35 km) oder Mashishing/Lydenburg (56 km) erreichbar. Bei eMakhazeni verläuft die Nationalstraße N4. Im Ort befindet sich ein Haltepunkt der Eisenbahnstrecke eMakhazeni–Mashishing–Burgersfort–Steelpoort.